# Eden Phillpotts
 (novembre 2016).
Si vous disposez d'ouvrages ou d'articles de référence ou si vous connaissez des sites web de qualité traitant du thème abordé ici, merci de compléter l'article en donnant les références utiles à sa vérifiabilité et en les liant à la section « Notes et références ».
Pour les articles homonymes, voir Phillpotts.
Eden Phillpotts, né le 4 novembre 1862 à Mount Âbû, au Rajasthan (Inde), et mort le 29 décembre 1960 à Broadclyst, dans le Devon (Angleterre), est un  écrivain britannique, également poète, dramaturge et auteur de nombreux romans policiers, ainsi que des textes de fantastique et de science-fiction. Il a signé certaines de ses œuvres du pseudonyme Harrington Hext.

## Biographie
Il fait ses études à Plymouth dans le Devon et travaille dans un bureau d’assurances pendant dix ans avant de reprendre des études de théâtre et de se consacrer ensuite à l’écriture. 
Auteur prolifique, il publie plus de deux cent cinquante titres, dont quelques récits fantastiques. En 1888, il fait publier sa première nouvelle, My Adventure in the Flying Scotsman, sélectionnée par Ellery Queen (1905-1982) pour son Queen’s Quorum, une sélection des cent vingt-cinq meilleures histoires de détectives. Cette histoire, pratiquement oubliée du grand public, aurait été – dit la rumeur – écrite pour la compagnie ferroviaire au centre de la nouvelle, la London and North-Western, en guise de publicité. 
Eden Phillpotts est également connu pour avoir encouragé une jeune voisine, Agatha Miller, à écrire. Celle-ci sera internationalement connue sous le nom d’Agatha Christie (1891-1976).

## Œuvre

### Romans
- The End of a Life (1891)
- Folly and Fresh Air (1891)
- A Tiger's Club (1892)
- A Deal with the Devil (1895)
- Some Every-day Folks (1895)
- My Laughing Philosopher (1896)
- Down Dartmoor Way (1896)
- Lying Prophets: A Novel (1897)
- Children of the Mist (1898)
- Sons of the Morning (1900)
- The Good Red Earth (1901)
- The River (1902)
- Old Delabole (1903)
- The Golden Fetich (1903)
- The American Prisoner (1904)
- The Farm of the Dagger (1904) Publié en français sous le titre La Ferme de la Dague, traduit par L.-A. Delieuraz, Paris, Plon-Nourrit, 1923, 217 p.
- The Secret Woman (1905)
- The Poacher's Wife (1906) AKA Daniel Sweetland (1906)
- The Sinews of War: A Romance of London and the Sea (1906) with Arnold Bennett
- Doubloons (1906), en collaboration avec Arnold Bennett
- The Portreeve (1906)
- The Whirlwind (1907)
- The Mother (1908)
- The Virgin in Judgment (1908), réédité sous le titre A Fight to Finish (1911)
- The Statue: A Story of International Intrigue and Mystery (1908), en collaboration avec Arnold Bennett
- The Three Brothers (1909)
- The Fun of the Fair (1909)
- The Haven (1909)
- The Flint Heart: A Fairy Story (1910)
- The Thief of Virtue (1910)
- The Beacon (1911)
- Demeter's Daughter (1911)
- The Three Knaves (1912)
- The Forest on the Hill (1912)
- The Lovers: A Romance (1912)
- Widecombe Fair (1913)
- The Joy of Youth (1913)
- The Old Time Before Them (1913)
- Faith Tresilion (1914)
- The Master of Merripit (1914)
- Brunel's Tower (1915)
- The Green Alleys: A Comedy (1916)
- The Banks of Colne: (the Nursery) (1917)
- The Girl and the Faun (1917)
- The Spinners (1918)
- From the Angle of Seventeen (1912)
- Evander (1919)
- Storm in a Teacup (1919)
- Miser's Money (1920)
- Eudocia (1921)
- The Grey Room (1921)
- The Bronze Venus (1921)
- Orphan Dinah (1920)
- The Red Redmaynes (1922)
- Pan and the Twins (1922)
- Number 87 (1922)
- The Thing at Their Heels (1923)
- Cheat-the-boys; a Story of the Devonshire Orchards (1924)
- Redcliff (1924)
- The Treasures of Typhon (1924)
- The Lavender Dragon (1924)
- Who Killed Diana? (1924)
- Circé's Island (1924)
- A Voice from the Dark (1925) Publié en français sous le titre Une voix dans l'ombre, traduit par Lucy Augé, Paris, L. Demuylder, 1928 ; tome 1, 142 p. ; tome 2, 140 p.
- The Monster (1925)
- George Westover (1926)
- The Marylebone Miser (1926), réédité sous le titre Jig-Saw (1926)
- Cornish Droll: A Novel (1926)
- The Miniature (1926)
- The Jury (1927)
- Arachne (1928)
- Children of Men (1928)
- The Ring Fence (1928)
- Tryphena (1929)
- The Apes (1929)
- The Three Maidens (1930)
- Alcyone (a Fairy Story) (1930)
- "Found Drowned" (1931)
- A Clue from the Stars (1932)
- The Broom Squires (1932)
- Stormbury, A Story of Devon (1932)
- The Captain's Curio (1933)
- Bred in the Bone (1933)
- Witch's Cauldron (1933)
- Nancy Owlett (1933)
- Minions of the Moon (1934)
- Ned of the Caribbees (1934)
- Portrait of a Gentleman (1934)
- Mr. Digweed and Mr. Lumb: A Mystery Novel (1934)
- The Oldest Inhabitant: A Comedy (1934)
- A Close Call (1936)
- The Owl of Athene (1936)
- The White Camel: A Story of Arabia (1936)
- The Anniversary Murder (1936)
- The Wife of Elias: A Mystery Novel (1937)
- Wood-nymph (1937)
- Farce in Three Acts (1937)
- Portrait of a Scoundrel (1938)
- Saurus (1938)
- Lycanthrope, the Mystery of Sir William Wolf (1938)
- Dark Horses (1938)
- Golden Island (1938)
- Thorn in Her Flesh (1939)
- Tabletop (1939) with Arnold Bennett
- Monkshood (1939)
- Chorus of Clowns (1940)
- Goldcross (1940)
- Awake Deborah! (1941)
- Ghostwater (1941)
- The Deed Without a Name (1942)
- Pilgrims of the Night (1942)
- A Museum Piece (1943)
- Flower of the Gods (1943)
- The Changeling (1944)
- The Drums of Dombali (1945)
- They Were Seven: (A Mystery) (1945)
- Quartet (1946)
- The Fall of the House of Heron (1948)
- Address Unknown (1949)
- The Waters of Walla (1950)
- Through a Glass Darkly (1951)
- George and Georgina: A Mystery Story (1952)
- His Brother's Keeper (1953)
- The Widow Garland (1955)
- Connie Woodland (1956)
- Giglet Market (1957)
- There Was an Old Man (1959)

### Recueils de nouvelles
- My Adventure in the Flying Scotsman; a Romance of London and North-Western Railway Shares (1888)
- The Human Boy (1899)
- Loup-garou! (1899)
- Summer Clouds and Other Stories (1893)
- Fancy Free (1901)
- The Striking Hours (1901)
- The Transit of the Red Dragon: And Other Tales (1903)
- Knock at a Venture (1905)
- The Unlucky Number (1906)
- The Folk Afield (1907)
- Tales of the Tenements (1910)
- The Judge's Chair (1914)
- The Human Boy and the War (1916)
- Chronicles of St. Tid (1918)
- Black, White, and Brindled (1923)
- Up Hill, Down Dale: A Volume of Short Stories (1925)
- Peacock House and Other Mysteries (1926)
- It happened Like That, a New Volume of Short Stories (1928)
- Brother Man (1928)
- The Torch and Other Tales (1929)
- Cherry Gambol and Other Stories (1930)
- They Could Do No Other: A Volume of Stories (1932)
- Once upon a Time (1936)
- The Hidden Hand (1952)

### Poésie
- Up-Along and Down-Along (1905)
- Wild Fruit (1911)
- The Iscariot (1912)
- Delight and Other Poems (1916)
- Plain Song (1917)
- A Shadow Passes (1918)
- As the Wind Blows (1920)
- A Dish of Apples (1921)
- Pixies' Plot (1922)
- Thoughts in Prose and Verse (1924)
- Cherry-Stones (1924)
- A Harvesting (1924)
- Brother Beast (1928)
- Goodwill (1928)
- For Remembrance (1929)
- A Hundred Sonnets (1929)
- A Hundred Lyrics (1930)
- Becoming (1932)
- Song of a Sailor Man: A Narrative Poem (1933)
- Sonnets from Nature (1935)
- A Dartmoor Village (1937)
- Miniatures (1942)
- The Enchanted Wood (1948)
- One Thing and Another (1954), recueil d'essais et de poèmes

### Théâtre
- The Prude's Progress: A Comedy, en collaboration avec Jerome K. Jerome (1895)
- A Golden Wedding: An Original Comedy in One Act (1899)
- A Pair of Knickerbockers (1900)
- A Breezy Morning (1904)
- Curtain Raisers (1912)
- The Shadow: A Play in Three Acts (1913)
- The Mother: A Play in Four Acts (1914)
- The Secret Woman: A Play in Five Acts (1914)
- The Angel in the House: A Comedy in Three Acts (1915)
- The Farmer's Wife (1916)
- Arachne: A Play (1920), signé Adelaide Eden Phillpotts
- St. George and the Dragons: A Comedy in Three Acts (1919), réédité sous le titre The Bishop's Night Out (1929)
- The Market-Money. A Play in One Act (1923)
- Bed Rock: A Comedy in Three Acts (1924)
- Devonshire Cream: A Comedy in Three Acts (1925)
- A Comedy Royal (1925), adaptation pour la scène de Eudocia (1921)
- Yellow Sands (1926)
- The Blue Comet: A Comedy in Three Acts (1927)
- The Runaways: A Comedy in Three Acts (1928)
- Three Short Plays: The Market-money; Something to Talk about; The Purple Bedroom (1928)
- Buy a Broom: A Comedy in Three Acts (1929)
- Jane's Legacy: A Folk Play in Three Acts (1931)
- The Good Old Days: A Comedy in Three Acts (1932),en collaboration avec sa fille
- Bert: A Play in One Act (1932)
- A Cup of Happiness: A Comedy (1933)
- At the 'bus-stop: A Duologue for Two Women (1943)
- The Orange Orchard (1951), inspiré par The Waters of Walla

## Adaptation
- 1928: Laquelle des trois ? (The Farmer's Wife), film britannique muet réalisé par Alfred Hitchcock d'après la pièce de théâtre d'Eden Phillpotts créée en 1916

## Hommage
François Rivière et Floc'h lui rendent hommage dans leur bande dessinée Le Rendez-vous de Sevenoaks.